# Zbigniew Siestrzeńcewicz
Zbigniew Stefan Siestrzeńcewicz (ur. 2 września 1942 w Wilnie, zm. 7 maja 1996 w Warszawie) – polski malarz, grafik.

## Życiorys
Urodził się w Wilnie jako jedno z trojga dzieci Reginy i Antoniego Siestrzeńcewiczów. Bratem jego dziadka był wileński malarz Stanisław Bohusz-Siestrzeńcewicz (1870–1926). Po zakończeniu II wojny światowej i zmianie granic, rodzina opuściła Wilno i przeniosła się na stałe do Warszawy.
W Warszawie uczęszczał do gimnazjum męskiego im. Adama Mickiewicza, które ukończył w 1962 roku. Następnie w  1963 roku rozpoczął studia na Wydziale Malarstwa w warszawskiej Akademii Sztuk Pięknych. Był studentem profesorów Eugeniusza Arcta i Eugeniusza Eibischa. To oni wywarli największy wpływ na jego styl i twórczość.
Dyplom magistra sztuk pięknych w specjalności malarstwo otrzymał 5 czerwca 1970 roku.
Jego ulubionymi technikami było malarstwo olejne, akrylowe i grafika, w tym rysunki piórem, staloryty, suchoryty, akwatinty i akwaforty.
W latach 1970–1977 brał udział w wystawach malarstwa w Polsce.
Zmarł 7 maja 1996 roku w Warszawie. Został pochowany na cmentarzu w Rembertowie.

## Wystawy indywidualne
- 1971 – Klub Studencki „Hybrydy”, Warszawa, grafiki[1].
- 1971–1972 – wystawa indywidualna objazdowa, Mazowsze BWA Piastów, akwarele i obrazy olejne[2].
- 1972 – Mokotowski Klub MPiK, Warszawa, obrazy olejne.
- 1973–1974 – Kawiarnia „Bistro”, Warszawa.
- 1974 – Galeria Towarzystwa Przyjaciół Sztuk Pięknych w Warszawie, 19 sierpnia 1974 r, obrazy olejne[3].

## Wystawy zbiorowe
- 1971 – „Wystawa Młodych” Galeria Sztuki MDM Marszałkowska 34/50, 15 kwietnia–3 maja 1971, Warszawa. Pokazana praca: „Scena w kawiarni”, olej, 80×100 cm[4].
- 1971 – X Debiut Absolwentów Akademii Sztuk Pięknych w Warszawie, maj–czerwiec, Warszawa, Stara Kordegarda, 2 obrazy olejne: „Scena rodzajowa” oraz „Krajobraz”, jeden z nich został nagrodzony.
- 1972 – XIII Wystawa Malarstwa  Grafiki i Rysunku Okręgu Warszawskiego ZPAP Zachęta, marzec 1972. Pokazane obrazy: „Pani z tulipanem” (1971), olej 101×74 cm, za który otrzymuje wyróżnienie; „Kwiaty” (1971), olej, 81×65 cm oraz „Złoty deszcz” (1971), olej, 92×65 cm[5].
- 1972 – XXVII Ogólnopolska Wystawa Plastyków „Kobieta w sztuce”, Radom 1972. Pokazane obrazy: „Portret malarki W. Skonieckiej-Solange” olej, 70×95 cm; „Wiosna 72”, akryl 89×50 cm; „Portret Miry”, olej, 58×37 cm[6].
- 1973 – Wystawa Młodych, Galeria Sztuki MDM Warszawa Marszałkowska 34/50, wystawa 4-ch ostatnich roczników Akademii Sztuk Pięknych (1968–72). Pokazane prace: „Pracująca w polu”, olej, 117×89; „Strumień zimą”, olej, 130×110 cm oraz „Chata za wsią”, olej, 110×110 cm[7].
- 1973 – wystawa „Warszawa w sztuce”, Zachęta, tu również otrzymał wyróżnienie.
- 1973 – wystawa „Sport w sztukach pięknych”. Prace polskich artystów plastyków nadesłane na IV–te Międzynarodowe Biennale, Madryt 1973. Prezentowana praca: „Mecz”, olej na płótnie[8].
- 1977 – wystawa „Warszawa w sztuce”, wrzesień 1977, pokazał 3 prace: „Most Warszawski” (1977), akryl, 46×33 cm; „Zamek Królewski w zimowej szacie” (1977), akryl, 65×54 cm; oraz „Ulicę warszawską” (1977), olej, 33×27 cm[9][10].
- 1980 – 10 Festiwal Polskiego Malarstwa Współczesnego, 13 lipca–14 września, Zamek Książąt Pomorskich, Szczecin. Wystawiona praca: „Martwa natura I”, olej, 92×73 cm[11].

## Prace w zbiorach w Polsce
- „Martwa natura na stole”, 1981, akwarela – w zbiorach ikonograficznych Biblioteki Narodowej w Warszawie.
- „Portret żony” (portret żony artysty Mirosławy Siestrzeńcewicz z domu Piwońskiej),  1979, akwarela – w zbiorach ikonograficznych Biblioteki Narodowej w Warszawie.
- „Obrazek rodzajowy” 1979, rysunek tusz-piórko – w zbiorach ikonograficznych Biblioteki Narodowej w Warszawie.
- „Portret z kaczeńcami: Janeczka” (portret siostry artysty Janiny Siestrzeńcewicz-Iwańczyk), 1973, akwarela – w zbiorach ikonograficznych Biblioteki Narodowej w Warszawie.
- „Zabawa kotka z kłębkiem wełny i portret kobiecy” (portret siostry artysty Anny Siestrzeńcewicz), 1971, akwarela – w zbiorach ikonograficznych Biblioteki Narodowej w Warszawie.